# De Havilland Canada DHC-5 Buffalo
DHC-5 Buffalo é um avião bimotor, turboélice, de médio-porte do tipo STOL, produzida pela De Havilland Canadá de 1965 a 1986.
Durante os anos 1970, a NASA modificou algumas unidades do DHC-5, substituindo seus motores originais por motores à jato.

## Uso no Brasil

Buffalo da FAB.

A Força Aérea Brasileira operou 24 unidades a partir de 1968. A aeronave foi empregada na região amazônica, usando sua capacidade de pouso e decolagem em pistas curtas e rústicas. 
Prestou assistência a populações isoladas e apoio a unidades do Exército Brasileiro na fronteira e foi primordial para a construção da infraestrutura aeronáutica da região. Foi substituído pelo Casa C-295.

## Nova produção
Em fevereiro de 2006, a Viking Air anunciou uma nova produção do DHC-5, com modificações e aperfeiçoamentos para operar como aeronaves civis e militares.